# Zingo (film)
Zingo är en svensk komedifilm från 1998 i regi av Christjan Wegner och med Björn Kjellman i titelrollen. Filmen premiärvisades 20 november 1998.

## Om filmen
Protagonisten Zingo tröttnar på att langa droger och vill bli en "Svensson". På krogen träffar han sin kusin, tillika filmregissören Mos. De träffar Mos producent Benno som lovar att se till att, med hjälp av tyska pengar, finansiera en älgporrfilm som Zingo ska regissera. Zingo samlar ihop ett filmteam bestående av hans flickvän Baby, kåkfararen Jocke, den erkände skådespelaren Ken Karlsson, samt Mos och Zingo, och åker till landet. Intrigerna trappas upp när Ken tror att det är ett stillsamt drama som ska spelas in, samtidigt som Jocke bara tänker vara med om det är en 'fet actionrulle' som ska spelas in.

## Rollista i urval
- Björn Kjellman - Zingo, Filip Singstedt
- Helena af Sandeberg - "Baby", Barbro, skådespelerska
- Per Morberg - Mos, porrfilmsregissör, Zingos kusin
- Tommy Andersson - Joakim, "Jocke"
- Thomas Hellberg - Ken Karlsson
- Jarmo Mäkinen - Puda
- Madeleine Elfstrand - Bittan
- Hans Henriksson - Benno Hanrell, porrfilmsproducent
- Catherine Hansson - Margareta, Babys mamma
- Matthew Allen - Wolfgang, tysk finansiär
- Kjell Lennartsson - Zingos pappa
- Maria Lindström - Tina
- Niklas Falk - Rune, Babys pappa
- Martin Forsström - såpastjärna

## Musik i filmen
- Rescue Me, kompositör och text Carl Smith och Raynard Miner, framförs av Fontella Bass
- Oh What a Night, kompositör och text Marvin Junior och John Funches
- Can I Have My Money Back, kompositör och text Gerry Rafferty, sång Gerry Rafferty
- Out on the Street Again, kompositör Trevor Lawrence, text Trevor Lawrence och Gabriel Mekler, sång Etta James
- I Just Want To Make Love to You, kompositör och text Willie Dixon, sång Muddy Waters
- It's All Right!, kompositör och text Curtis Mayfield
- Aztec, kompositör och text Ellas McDaniel, sång Bo Diddley
- One, Two, Three, kompositör och text John Madara, David White, Leonard Borisoff, Brian Holland, Lamont Dozier och Eddie Holland, framförs av Ramsey Lewis
- Afro Harping, kompositör Dorothy Ashby och Phil Upchurch, framförs på harpa av Dorothy Ashby
- Mighty High, kompositör Milt Bruckner, framförs av Milt Bruckner
- Monday Monday, kompositör och text John Phillips
- Astral Travelling, kompositör Lonnie Liston Smith, framförs av Pharoah Sanders
- Rev. Harp, kompositör Charles Hampton, framförs av Buck Clark
- Dream a Little Dream of Me, kompositör Wilbur Schwandt och Fabian Andre, text Gus Kahn, sång Mama Cass (alternativnamn)
- Good Times, kompositör och text Edie Brickell, sång Edie Brickell
- Abstraction, kompositör Milt Bruckner, framförs av Milt Bruckner
- Soul Vibrations, kompositör Richard Lee Evans, framförs av Dorothy Ashby
- Summertime, kompositör George Gershwin, text DuBose Heyward, sång Billy Stewart
- Mama, kompositör Mats Westling och Johan Strömberg
- Helan går, sång Björn Kjellman, Helena af Sandeberg, Per Morberg, Tommy Andersson, Thomas Hellberg och Madeleine Elfstrand